# Lola the Vamp
Lola the Vamp est le nom de scène de Lola Montgomery, une danseuse australienne du new burlesque. Elle est la seule artiste burlesque de l'histoire à présenter un numéro de striptease dans le cadre de sa candidature à un doctorat.
Elle effectue son doctorat, à composante créative impliquant la production d'un produit créatif et une thèse, à l'université Griffith du Queensland. Son début dans la performance commence au festival néo-burlesque, Tease-o-rama, en 2002. Elle se produit au Go Go Burlesco de Sydney, au Edinburgh Festival Fringe, au Big Day Out, au festival de Woodford Folk, à la Valley Fiesta et lors de tournées en solo, sur la côte Est de l'Australie.